# Pierre Joliot
Pour les articles homonymes, voir Joliot-Curie.
Pour les autres membres de la famille, voir Famille Curie.
Pierre Joliot, né le 12 mars 1932 dans le 6e arrondissement de Paris, est un biologiste français, chercheur CNRS à l'Institut de biologie physico-chimique (IBPC). Il est membre de l'Académie des sciences.

## Biographie
Pierre Joliot est le fils de Frédéric et Irène Joliot-Curie, tous deux prix Nobel de chimie en 1935 et le petit-fils de Pierre et Marie Curie. Il est aussi le frère d'Hélène Langevin-Joliot.
Chercheur à l'IBPC depuis 1956 — son principal point d'ancrage —, il en est le directeur de 1994 à sa retraite officielle en 2000. Dès ses débuts, il s'intéresse à la biologie de la photosynthèse, sous la direction de René Wurmser.
Il devient directeur de recherche au CNRS en 1974. Il se spécialise en biologie et prend, entre autres, la direction du Département de biologie de l'École normale supérieure de 1987 à 1992, avant de présider le Conseil scientifique de l'École normale supérieure de Lyon. Professeur honoraire au Collège de France, ancien titulaire de la chaire de bioénergétique cellulaire et membre de l'Académie des sciences, et de la National Academy of Sciences américaine, sa carrière est jalonnée de succès. Il reçoit le prix du Commissariat à l'énergie atomique en 1980, ainsi que la médaille d'or du CNRS en 1982.
Il est professeur au Collège de France et membre de l’Académie des sciences de France et des États-Unis.
De 1998 à 2001, il préside le Comité d'éthique du CNRS. De 1994 à 2000, il est membre du conseil d'administration de la Fondation Hugot du Collège de France.
En 2002, il a publié une œuvre présentant sa conception de la recherche, La Recherche passionnément.
Il a eu deux fils avec Anne Gricouroff, l'une des filles de Georges Gricouroff : Marc Joliot, directeur de recherche au CEA , et Alain Joliot, directeur de recherche au CNRS.

## Prix et distinctions
- Prix André Policard-Lacassagne (1968)
- Prix Charles F. Kettering de l’American Society of Plant Physiologists (1970)
- Membre étranger de la National Academy of Sciences, États-Unis (1979)
- Prix du Commissariat à l'Énergie Atomique (1980)
- Médaille d'or du CNRS (1982)
- Membre de l’Academia Europaea (1989)[6]
- Membre de l’Académie européenne des sciences, des arts et des lettres (1992)[7]
- Commandeur de l'ordre national du Mérite (2001)
- Grand officier de la Légion d'honneur, décret du 13 juillet 2012[8]

## Publications
- Contribution à l'étude des phénomènes d'induction de la photosynthèse, thèse de doctorat, 1961.
- Qu'est-ce-que la vie? de Jean-Marie Coldefy, avec René Buvet, André Lwoff et François Russo, Paris, Bry-sur-Marne, ORTF, INA, 1975.
- Leçon inaugurale, 11 décembre 1981, Collège de France, Chaire de bioénergétique cellulaire, 31 pages, Paris, 1982.
- Titres et travaux scientifiques de Pierre Joliot, Paris, 1982.
- La recherche passionnément, 208 pages, Paris, Odile Jacob, 2001.
- Œuvre et engagement de Frédéric Joliot-Curie : à l'occasion du centième anniversaire de sa naissance, édité par Monique Bordry et Pierre Radvanyi, Les Ulis, EDP Sciences, 2001.
- Charles Beaudouin: une histoire d'instruments scientifiques, par Denis Beaudouin, préface de Pierre Joliot, EDP Sciences, 2005.
- Energie 2007-2050 : les choix et les pièges, Paris, Académie des sciences, 2007.
- L'avenir de la recherche, la recherche pour l'avenir, 1 disque compact de 37 min 29 s, Éd. Gallimard, 2013.
- La recherche scientifique? Une passion, un plaisir, un jeu, avec Christophe Gruner, Flammarion Jeunesse, 66 pages, 2017.
- Einstein au Collège de France, organisé par Antoine Compagnon, témoignage de Pierre Joliot, Paris, Collège de France, 2020.